# Бук, Тадеуш
Таде́уш Ян Бук (пол. Tadeusz Jan Buk; 15 декабря 1960 года, деревня Муйша, гмины Далешице, Келецкий повят, Свентокшиское воеводство, Польша — 10 апреля 2010 года, Смоленск, Россия) — польский генерал, с сентября 2009 года командующий Сухопутными войсками Польши, жертва авиакатастрофы в Смоленске 2010 года.

## Биография

### Образование
Окончил VI общеобразовательный лицей имени Юлиуша Словацкого в Кельцах. В 1984 году окончил Высшую офицерскую школу бронетанковых войск в Познани.

### Военная служба
Службу на офицерских должностях начал в 1984 году с должности командира танкового взвода в 29-м полку средних танков в Жагани, прослужив в полку до 1991 года.
В 1991 году поступил на факультет сухопутных войск Академии национальной обороны в Варшаве.
В 1993—1995 годах служил в 18-м десантно-штурмовом батальоне и 6-й десантно-штурмовой бригаде.
С 1995 по 1998 год служил в 25-й бригаде воздушной кавалерии в Томашуве-Мазовецком. В 1999 году, после окончания годичных командно-штабных курсов повышения квалификации в США, был назначен на должность заместителя командира этой бригады.
В 2002—2005 годах исполнял обязанности командира 34-й бригады бронетанковой кавалерии в Жагани. В 2004—2005 годах был командирован в Ирак, где исполнял обязанности заместителя командира Международной дивизии Центр-Юг.
С 2005 по 2006 год был заместителем директора Учебного центра объединённых сил НАТО в Быдгощи.
В 2006—2007 годах служил в должности заместителя командира Объединённого командования по созданию системы безопасности Афганистана (англ. Combined Security Transition Command — Afghanistan CSTC-A).
15 июня 2007 года занял должность командира 1-й Варшавской механизированной дивизии имени Тадеуша Костюшко. 25 июля того же года вступил в командование IX сменой польского военного контингента и Международной дивизией Центр-Юг в Ираке.
15 сентября 2009 года президентом Польши Лехом Качиньским назначен командующим Сухопутными войсками Польши, сменив на этом посту генерала брони Вальдемара Скшипчака, утратившего доверие в связи со скандалом, связанным с военной разведкой.

## Гибель и похороны

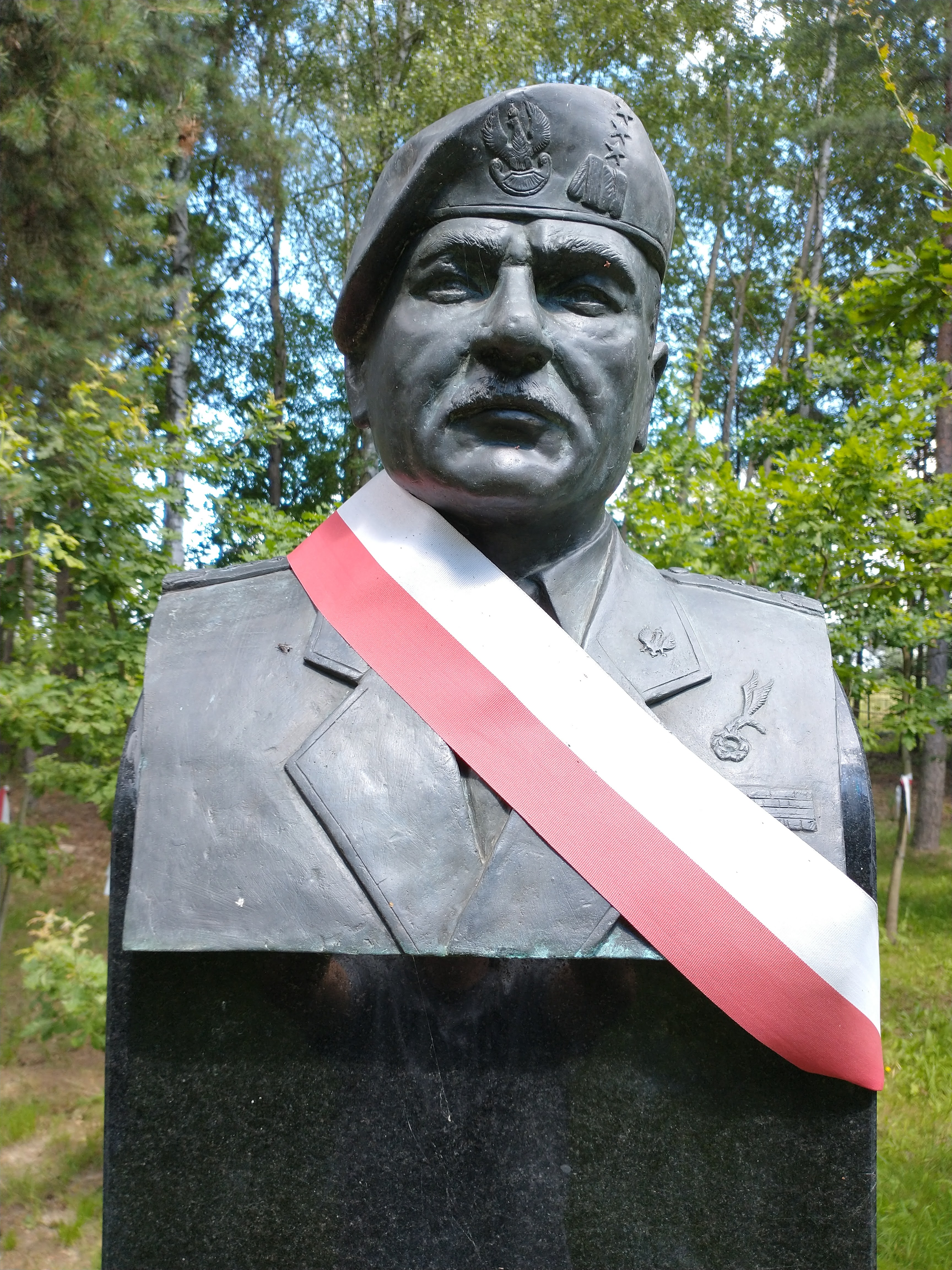
Памятник Тадеушу Буку в Оссуве

Погиб 10 апреля 2010 года в авиакатастрофе президентского самолёта в Смоленске.
Похоронен с воинскими почестями на общественном кладбище в деревне Спала Лодзинского воеводства. Во время траурной церемонии было объявлено о присвоении Т.Буку посмертно досрочного звания генерала брони.

## Звания
- подпоручик — 1984
- генерал бригады — 15 августа 2005[5]
- генерал дивизии — 10 июля 2007
- генерал брони — 16 апреля 2010 (посмертно)[6]

## Награды
- Командорский крест Ордена Возрождения Польши (2010, посмертно)[7]
- Крест кавалера Ордена Возрождения Польши
- Командорский крест Ордена Военного Креста[8]
- Серебряный Крест Заслуги
- Бронзовый Крест Заслуги
- Серебряная медаль «Вооружённые силы на службе Родине»
- Серебряная медаль «За заслуги в обеспечении обороноспособности страны»
- Памятная медаль Международной дивизии Центр-Юг в Ираке
- Медаль за службу национальной обороне (National Defense Service Medal, США)

## Комментарии
1. ↑  В некоторых странах, например, в США и Великобритании, исторически сложилось наименование кавалерией некоторых бронетанковых соединений и воздушных (обычно вертолётных) тактических или разведывательных частей. Такое наименование у них переняла и современная Польша.